# Nokia E7-00
Nokia E7-00 este un telefon mobil de tip smartphone creat de compania Nokia care rulează sistemul de operare Symbian^3. Are un ecran AMOLED de 4 inci, cameră de 8 megapixeli, tastatură QWERTY, ieșire HDMI, Bluetooth și Wi-Fi 802.11 b/g/n.

## Design
În partea de sus se găsește mufa audio de 3,5 mm și butonul de pornire. 
Pe marginea din stânga este un comutator de deblocare, tastele de volum, tasta de fotografiere. Pe partea dreapă se găsește locul (slot) pentru cartela SIM.

## Multimedia
Nokia E7 are un ecran de tip touchscreen capacitiv AMOLED de 4 inci cu rezoluția de 360 x 640 pixeli și protejat de Gorilla Glass.
Camera este de 8 megapixeli cu rezoluția de 3.264 x 2.448 pixeli cu lentile Carl Zeiss și bliț LED dublu. Camera video poate filma în standardul 720p cu 25 de fps (cadre pe secundă). Playerul de muzică suportă Dolby Digital Plus când se vizualizează filme prin portul HDMI. Playerul de muzică suportă formatele MP3/WAV/eAAC+/WMA.
Playerul video suportă formatele MP4/H.264/H.263/WMV.

## Conectivitate
Dispune de suport 3G, Bluetooth 3.0, Wi-Fi 802.11 b/g/n. Are un port HDMI pentru redarea conținutului la televizor și USB On-The-Go care permite conectarea dispozitivului USB (stick) cu Nokia E7.
Este dotat cu un conector Micro-USB 2.0 care ajută la transferul datelor către PC. Navigatorul web (browser) încarcă conținut în formatul Adobe Flash și oferă suport pentru Flash Lite 4.0.
Nokia E7 dispune de GPS cu funcționalitate A-GPS care poate fi utilizată cu Ovi Maps.
Aplicația Mail for Exchange ajută la sincronizarea cu contul de e-mail al angajatorului și sprijină Lotus Notes Traveller.

## Caracteristici
- Ecran AMOLED de 4 inci cu rezoluția de 360 x 480 pixeli
- Procesor ARM 11 cu 680 MHz
- Memorie internă de 16 GB, RAM de 256 MB
- Camera de 8 megapixeli cu bliț LED dublu
- Wi-Fi 802.11 b/g/n
- GPS cu A-GPS; Ovi Maps 3.0
- Mufă audio de 3,5 mm
- Sistem de operare Symbian^3 Belle
- Bluetooth 3.0 cu A2DP
- Conector Micro-USB 2.0
- Accelerometru, senzor de proximitate, busolă
- Radio FM stereo cu RDS
- Quickoffice Premier
- Ieșire HDMI